# French Frigate Shoals
French Frigate Shoals (Hawaïaans: Kānemilohaʻi) is het grootste atol in de keten van Hawaïaanse eilanden in de noordelijke Stille Oceaan, op ongeveer 902 km ten noordwesten van Honolulu. Het eiland maakt deel uit van het Papahānaumokuākea Marine National Monument.
Het is genoemd naar de Franse ontdekkingsreiziger Jean-François de La Pérouse, die bijna zijn twee fregatten verloor toen hij langs de ondiepten bij het atol voer. Het bestaat uit een 32 km lang sikkelvormig rif, twaalf zandbanken en de 37 m hoge La Perouse Pinnacle, het enige overblijfsel (boven water) van de vulkanische oorsprong van de ondiepten. De totale landoppervlakte is 0,248 km², terwijl de oppervlakte van de ondiepten meer dan 940 km² is. Tern Island, met een oppervlakte van 0,105 km² heeft een landingsbaan en verblijven voor een klein aantal mensen die er voor onderzoek heen gaan.

## Geschiedenis
Hoewel er geen aanwijzingen zijn voor menselijke bewoning of aanwezigheid in het gebied, waren de eerste bezoekers van de French Frigate Shoals waarschijnlijk afkomstig van de grotere Hawaïaanse eilanden die bewoond werden vanuit Polynesië tussen 1100 en 1300.
De Hawaïaanse eilandketen lag buiten de routes die gevolgd werden door de meeste vroege Europese ontdekkingsreizigers, en pas La Pérouse aan boord van het fregat Boussole, die westwaarts zeilde vanuit Monterey op weg naar Macau, ontdekte ze. Tijdens de nacht van 6 november 1786, ontdekten opvarenden branding ongeveer 300 m vooruit. Het roer van de Boussole en het andere fregat, de Astrolabe, werd omgegooid en de branding werd gepasseerd. Overdag keerden beide schepen terug en brachten het zuidoostelijke deel van het atol in kaart en ontdekten de rots die later naar La Pérouse werd genoemd. La Pérouse noemde het gebied Basse des Fregates Françaises, de "Shoal of the French Frigates".
Aan het eind van de 19e eeuw raakten Amerikaanse en Europese bedrijven geïnteresseerd in de mogelijkheid om guano te winnen op de Hawaïaanse eilanden. De Amerikaanse luitenant John Mercer Brooke, die zeilde op de schoener Fenimore Cooper, nam formeel bezit van de French Frigate Shoals voor de Verenigde Staten op 14 januari 1859, in verband met de Guano Islands Act. In 1894 werden de French Frigate Shoals, Kure Atol, Midway Atol en Pearl en Hermes Atol voor 25 jaar verhuurd door de Republiek Hawaï aan de North Pacific Phosphate and Fertilizer Company maar het werd echter niet praktisch gevonden guano en fosfaat op de French Frigate Shoals te winnen. In 1909 werd het gebied deel gemaakt van het Papahānaumokuākea Marine National Monument. 